# 贝里胡·阿雷加维
贝里胡·阿雷加维·特克莱哈伊马诺特（2001年2月28日—），埃塞俄比亚男子田径运动员，2018年夏季青年奥林匹克运动会男子3000米银牌得主、2024年夏季奥林匹克运动会男子10000米银牌得主。